# Басеотто, Антонио Хуан
Антонио Хуан Басеотто (исп. Antonio Juan Baseotto CSSR; 4 апреля 1932, Буэнос-Айрес, Аргентина — 26 мая 2025) — аргентинский католический прелат, второй епископ Аньятуи с 21 декабря 1992 года по 8 ноября 2002 года, военный ординарий Аргентины с 8 ноября 2002 года по 15 мая 2007 года. Член монашеской конгрегации редемптористов.

## Биография
Родился 4 апреля 1932 года в Буэнос-Айресе, Аргентина. 6 апреля 1957 года был рукоположён в священники. В 1980-х годах служил в епархии Сантьяго-дель-Эстеро. В середине 1980-х выступал с антисемитскими заявлениями.
1 февраля 1991 года Римский папа Иоанн Павел II назначил его вспомогательным епископом Аньятуи. 27 апреля 1991 года состоялось его рукоположение в епископы, которое совершил епископ Аньятуи Хорхе Готтау в сослужении с епископом Сантьяго-дель-Эстеро Мануэлем Гирао и апостольским нунцием в Аргентине Убальдо Калабрези.
21 декабря 1992 года был назначен епископом Аньятуи. На этой должности находился до 8 ноября 2002 года, когда был назначен военным ординарием Аргентины.
В связи с протестами против скандальных выступлений Басеотто в 2005 году президент Аргентины Кристина Фернандес де Киршнер подписала указ 220/04, которым отменила назначение Басеотто 2002 года. Это лишило Басеотто президентской оплаты 5000 песо в год и доступа на военные объекты, но привело к конфликту с Ватиканом, который отказался отозвать церковное назначение. 15 мая 2007 года Басеотто подал в отставку.
Умер 26 мая 2025 года в возрасте 93 лет.